# 梅里 (名古屋市)
梅里（うめさと）は、愛知県名古屋市緑区の町名。現行行政地名は梅里一丁目及び梅里二丁目。住居表示未実施。

## 地理
名古屋市緑区の北東部に位置し、東に黒沢台、南に桃山、西と北に天白区島田黒石と接する。

## 歴史

### 沿革
- 1993年（平成5年）12月6日 - 緑区鳴海町字黒石の一部を梅里二丁目に編入する[6]。

## 世帯数と人口
2019年（平成31年）3月1日現在の世帯数と人口は以下の通りである。
| 丁目       | 世帯数  | 人口    |
| ---------- | ------- | ------- |
| 梅里一丁目 | 262世帯 | 621人   |
| 梅里二丁目 | 458世帯 | 1,142人 |
| 計         | 720世帯 | 1,763人 |

### 人口の変遷
国勢調査による人口の推移
| 1995年（平成7年）  | 1,230人 | [ 7 ]  |  |
| 2000年（平成12年） | 1,478人 | [ 8 ]  |  |
| 2005年（平成17年） | 1,502人 | [ 9 ]  |  |
| 2010年（平成22年） | 1,568人 | [ 10 ] |  |
| 2015年（平成27年） | 1,728人 | [ 11 ] |  |

## 学区
市立小・中学校に通う場合、学校等は以下の通りとなる。また、公立高等学校に通う場合の学区は以下の通りとなる。
| 丁目       | 番・番地等 | 小学校               | 中学校               | 高等学校 |
| ---------- | ---------- | -------------------- | -------------------- | -------- |
| 梅里一丁目 | 全域       | 名古屋市立桃山小学校 | 名古屋市立神沢中学校 | 尾張学区 |
| 梅里二丁目 | 全域       | 名古屋市立桃山小学校 | 名古屋市立神沢中学校 | 尾張学区 |

## その他

### 日本郵便
- 郵便番号 : 458-0001[3]（集配局：緑郵便局[14]）。